# Кристиансен, Каспер Сальтофт
Каспер Сальтофт Кристиансен (дат. Casper Saltoft Kristiansen, род. 5 января 1984) — датский профессиональный велогонщик, призёр чемпионата Дании по маунтинбайку в кросс-кантри (2011, 2012) и MTB-марафоне (2011).

## Карьера
Его спортивная карьера началась с парусного спорта, но в 2006 году он переключился на маунтинбайк.
Сальтофт начал заниматься маунтинбайком в 2006 году, дебютировав на гонке в Руде Сков 15 января. В течение первого сезона он достиг вершин национальной лиги и был повышен до элитной категории Herre A. В 2007 году он присоединился к датской команде Team T-bikes, связанной с Велоспортивным союзом Дании (DCU). Он участвовал в таких соревнованиях, как SRAMLiga, DGI MTB Cup и Slushcup, демонстрируя конкурентоспособные результаты.
Каспер Сальтофт Кристиансен был активен в маунтинбайке и велокроссе с 2007 по 2017 годы. По данным XCODATA, за свою карьеру он участвовал в 8 гоночных сезонах и 45 гонках под эгидой UCI.
Помимо гонок, Сальтофт проявил себя как комментатор, работая на чемпионате Европы по маунтинбайку в 2022 году в Мюнхене.

### Достижения

#### Маунтинбайк
2009
4-й на MTBliga.dk, Ольборг
6-й на MTBliga.dk, Хёрсхольм
7-й на Чемпионате Дании
MTBliga.dk, Вайле — не финишировал
5-й на MTBliga.dk, Силькеборг
12-й на MTBliga.dk, Копенгаген
2010
Чемпионат Дании, кросс-кантри марафон — не финишировал
8-й на Shimanoliga.Dk, Рольд
5-й на Shimanoliga.Dk, Геелс
6-й на Чемпионате Дании, кросс-кантри
Skullerudrittet, Свельвик — не финишировал
12-й на Shimanoliga.Dk, Хольстебро
26-й на Shimanoliga.Dk, Marielundskoen
47-й на Международной весенней классике, Мюнзинген
9-й на Shimanoliga.Dk, Klinteskoven
43-й на Cyprus Sunshine Cup, Аматус—Агиос Тихонас
40-й на Cyprus Sunshine Cup, горы Махерас
2011
8-й на Alanya International MTB Cup, Аланья—Анталья
16-й на Sport Club Isd Cup, Донецк
2-й на Чемпионате Дании, кросс-кантри марафон
4-й на MTBliga.dk, Ольборг
3-й на Чемпионате Дании, кросс-кантри
9-й на MTBliga.dk, Marielundskoen
12-й на MTBliga.dk, Варде
19-й на Int. MTB Bundesliga / Bike Festival Saalhausen, Леннештадт—Заальхаузен
24-й на MTBliga.dk, Орхус
31-й на Международной весенней классике, Мюнзинген
2012
3-й на Чемпионате Дании, кросс-кантри
14-й на MTBliga.dk, Варде
3-й на MTBliga.dk, Коллинг
6-й на MTBliga.dk, Орхус
11-й на Salcano MTB Cup, Полонезкёй/Стамбул
2013
Кубок мира по маунтинбайку — не финишировал
5-й на SRAMLIGA, Вайле
3-й на SRAMLIGA, Коллинг
4-й на SRAMLIGA — XCO, Копенгаген
4-й на SRAMLIGA — XCO, Силькеборг
2014
11-й на SRAMLIGA, Хольте
10-й на SRAMLIGA, Нествед
7-й на SRAMLIGA, Виборг
32-й на SRAMLIGA, Варде
2015
24-й на SRAMLiga + UCI Junior Series XCO, Нествед
5-й на Danish National Championships — XCO, Орхус
21-й на SRAMLiga, Коллинг
6-й на Чемпионате Дании, кросс-кантри марафон
14-й на SRAMLiga, Виборг
2016
11-й на SRAMLiga, Варде
19-й на SRAMLiga, Хаммель

#### Велокросс
2016
3-й в Хольбеке
2017
9-й на Гран-при Копенгагена
Heino Cross Cup-6 — не финишировал